# Dedric Willoughby
Dedric Demond Willoughby (New Orleans, 27 maggio 1974 – Atlanta, 19 luglio 2023) è stato un cestista statunitense, professionista nella NBA, in Italia e in Australia.

## Carriera
Uscito dalla Iowa State University nel 1997, nell'agosto dello stesso anno firmò con la Viola Reggio Calabria. I suoi 18,6 punti di media stagionale non furono però sufficienti alla formazione calabrese per raggiungere la salvezza, sfumata all'ultima giornata a Rimini nello scontro diretto nonostante i suoi 25 punti personali.
Tornò a giocare nella Serie A1 italiana nel dicembre 1998, quando venne ingaggiato dalla Scaligera Verona a stagione in corso per sostituire l'infortunato Randolph Keys, rimanendo in gialloblu fino al termine del campionato. Chiuse con 15,1 punti di media.
Nel 1999-2000 ebbe modo di debuttare in NBA con l'ingaggio da parte dei Chicago Bulls allenati da Tim Floyd, che già fu suo coach ai tempi dell'università ad Iowa State. Giocò 25 partite viaggiando a 7,6 punti a partita, poi nel gennaio 2000 venne tagliato. A marzo rientrò così in Italia per prendere il posto dell'infortunato Myron Brown al Basket Livorno, squadra che in quel momento era penultima in classifica in Serie A2 ma che riuscì poi a centrare la salvezza.
Nel 2000-2001 ebbe poi una brevissima parentesi ai Sydney Kings, dove fu tagliato dopo una sola partita complice un infortunio al ginocchio che compromise la sua carriera futura.
Morì il 19 luglio 2023 all'età di 49 anni per via di un arresto cardiaco occorsogli mentre giocava a basket vicino alla sua abitazione di Atlanta.